# 7495 Feynman
7495 Feynman è un asteroide della fascia principale. Scoperto nel 1995, presenta un'orbita caratterizzata da un semiasse maggiore pari a 2,8083144 UA e da un'eccentricità di 0,1583198, inclinata di 6,78302° rispetto all'eclittica.